# Maashaven (stacja metra)
Maashaven – stacja metra w Rotterdamie, położona na linii D (błękitnej) i E (niebieskiej). Została otwarta 9 lutego 1968. Stacja znajduje się w porcie Maashaven, nad Nową Mozą.